# XHVI-FM
XHVI-FM (99.1 FM) es una estación de radio de San Juan del Río, Querétaro, México. Lleva el formato nacional Exa FM de MVS Radio.

## Historia
XEVI-AM salió al aire con una frecuencia de 1310 kHz en 1962 como la primera estación de radio con sede en San Juan del Río. Inicialmente conocida como "La Estación del Pueblo",fue propiedad del General Ramón Rodríguez Familiar, gobernador de Querétaro entre 1935 y 1939, que también fundó las estaciones de radio queretanas XEJX (ahora XHJX-FM) y XENA (ahora XHNAQ-FM) y fundado por Enrique Morales García. A finales de la década de 1960, XEVI se había trasladado a la frecuencia de 1400 kHz.
En la década de 1990, la emisora pasó a estar bajo el control de Martha Resendiz Osejo. Luego fue transferido al actual concesionario, un negocio de la familia Morales Resendiz, en 2009.
El 3 de octubre de 2017, XEVI cedió su frecuencia AM, quedándose únicamente con FM.